# Aeropuerto Auguste George
El Aeropuerto Auguste George  (en inglés: Auguste George Airport) (IATA: NGD, ICAO: TUPA) es el aeropuerto más al norte de las Islas Vírgenes Británicas que está situado en la isla de Anegada. El aeropuerto lleva el nombre del Capitán Auguste George. Hay sólo un puñado de compañías con vuelos chárter que sirven a la isla, y en la actualidad no hay servicio programado regular de una compañía aérea. Fly BVI Ltd ofrece servicio de taxi aéreo directo para satisfacer la demanda de la isla Beef (Tórtola), Virgen Gorda, Santo Tomás, San Juan, Antigua y San Martín hasta el aeródromo de Anegada. La compañía es también el creador de la excursión de un día a Anegada, que llega diariamente a las 09:45 y parte hacia la isla Beef o Virgin Gorda a las 5:30 p. m..